# Campionati europei di ciclismo su pista Juniores e Under-23 2023
I Campionati europei di ciclismo su pista Juniores e Under-23 2023 sono stati disputati ad Anadia, in Portogallo, dall'11 al 16 luglio 2023.

## Medagliere
| Pos.   | Paese       | Oro | Argento | Bronzo | Totale |
| ------ | ----------- | --- | ------- | ------ | ------ |
| 1      | Italia      | 14  | 5       | 3      | 22     |
| 2      | Regno Unito | 9   | 8       | 6      | 23     |
| 3      | Germania    | 9   | 2       | 8      | 19     |
| 4      | Belgio      | 4   | 10      | 4      | 18     |
| 5      | Irlanda     | 2   | 0       | 0      | 2      |
| 6      | Paesi Bassi | 1   | 3       | 7      | 11     |
| 7      | Polonia     | 1   | 2       | 2      | 5      |
| 8      | Austria     | 1   | 1       | 2      | 4      |
| 9      | Ucraina     | 1   | 0       | 2      | 3      |
| 10     | Danimarca   | 1   | 0       | 1      | 2      |
| 11     | Spagna      | 1   | 0       | 1      | 2      |
| 12     | Francia     | 0   | 7       | 5      | 12     |
| 13     | Rep. Ceca   | 0   | 2       | 0      | 2      |
| 14     | Turchia     | 0   | 1       | 1      | 2      |
| 14     | Portogallo  | 0   | 1       | 1      | 2      |
| 16     | Slovenia    | 0   | 1       | 0      | 1      |
| 16     | Grecia      | 0   | 1       | 0      | 1      |
| 18     | Norvegia    | 0   | 0       | 1      | 1      |
| Totale | Totale      | 44  | 44      | 44     | 132    |

## Risultati

### Under-23

#### Uomini
| Eventi                   | Oro                                                                             | Tempo               | Argento                                                                              | Tempo                | Bronzo                                                                   | Tempo           |
| Velocità                 | Mattia Predomo                                                                  | Mattia Predomo      | Tijmen van Loon                                                                      | Tijmen van Loon      | Hayden Norris                                                            | Hayden Norris   |
| Velocità a squadre       | Italia Matteo Bianchi Mattia Predomo Matteo Tugnolo Stefano Minuta              | 43.990              | Paesi Bassi Loris Leneman Daan Kool Tijmen van Loon Lars Romijn                      | 44.391               | Germania Willy Weinrich Henrik Hackmann Luca Spiegel Paul Groß           | 44.300          |
| Chilometro da fermo      | Matteo Bianchi                                                                  | 1:00.283            | Willy Weinrich                                                                       | 1:00.824             | Daan Kool                                                                | 1:01.023        |
| Keirin                   | Matteo Bianchi                                                                  | Matteo Bianchi      | Konstantinos Livanos                                                                 | Konstantinos Livanos | Tijmen van Loon                                                          | Tijmen van Loon |
| Inseguimento individuale | Noah Vandenbranden                                                              | 4:10.537            | Josh Charlton                                                                        | 4:11.732             | Joshua Tarling                                                           | 4:09.527        |
| Inseguimento a squadre   | Regno Unito Josh Charlton Joshua Giddings Noah Hobbs Joshua Tarling Jack Brough | 3:51.217            | Italia Samuel Quaranta Niccolò Galli Bryan Olivo Mattia Pinazzi Alessio Delle Vedove | 3:54.222             | Belgio Thibaut Bernard Brem Deman Gianluca Pollefliet Noah Vandenbranden | 3:54.739        |
| Gara a punti             | Noah Vandenbranden                                                              | 49 pts              | Niccolò Galli                                                                        | 41 pts               | Maximilian Schmidbauer                                                   | 41 pts          |
| Scratch                  | Phillip Mathiesen                                                               | Phillip Mathiesen   | Diogo Narciso                                                                        | Diogo Narciso        | Elmar Abma                                                               | Elmar Abma      |
| Madison                  | Austria Maximilian Schmidbauer Raphael Kokas                                    | 68 pts              | Belgio Gianluca Pollefliet Noah Vandenbranden                                        | 61 pts               | Germania Benjamin Boos Tim Torn Teutenberg                               | 51 pts          |
| Omnium                   | Tim Torn Teutenberg                                                             | 142 pts             | Tim Wafler                                                                           | 118 pts              | Elmar Abma                                                               | 113 pts         |
| Eliminazione             | Tim Torn Teutenberg                                                             | Tim Torn Teutenberg | Gianluca Pollefliet                                                                  | Gianluca Pollefliet  | Elmar Abma                                                               | Elmar Abma      |

#### Donne
| Eventi                   | Oro                                                                   | Tempo                    | Argento                                                                                   | Tempo                | Bronzo                                                                                  | Tempo              |
| Velocità                 | Alessa-Catriona Pröpster                                              | Alessa-Catriona Pröpster | Emma Finucane                                                                             | Emma Finucane        | Clara Schneider                                                                         | Clara Schneider    |
| Velocità a squadre       | Regno Unito Rhian Edmunds Iona Moir Rhianna Parris-Smith              | 49.028                   | Rep. Ceca Anna Jaborníková Veronika Jaborníková Natálie Mikšaníková Sára Peterková        | 49.559               | Polonia Nikola Seremak Natalia Wężyk Nikola Wielowska                                   | 49.359             |
| 500m da fermo            | Rhianna Parris-Smith                                                  | 34.129                   | Julie Nicolaes                                                                            | 34.335               | Clara Schneider                                                                         | 34.392             |
| Keirin                   | Clara Schneider                                                       | Clara Schneider          | Veronika Jaborníková                                                                      | Veronika Jaborníková | Alla Biletska                                                                           | Alla Biletska      |
| Inseguimento individuale | Kate Richardson                                                       | 3:31.962                 | Olga Wankiewicz                                                                           | 3:33.576             | Leila Gschwentner                                                                       | 3:33.825           |
| Inseguimento a squadre   | Regno Unito Madelaine Leech Sophie Lewis Grace Lister Kate Richardson | 4:22.087                 | Francia Heïdi Gaugain Constance Marchand Aurore Pernollet Clémence Chéreau Lara Lallemant | 4:28.833             | Italia Valentina Basilico Sofia Collinelli Sara Fiorin Matilde Vitillo Lara Crestanello | 4:25.912           |
| Gara a punti             | Lara Gillespie                                                        | 49 pts                   | Maike van der Duin                                                                        | 42 pts               | Tetiana Yashchenko                                                                      | 31 pts             |
| Scratch                  | Maja Tracka                                                           | Maja Tracka              | Flora Perkins                                                                             | Flora Perkins        | Constance Marchand                                                                      | Constance Marchand |
| Madison                  | Regno Unito Madelaine Leech Sophie Lewis                              | 48 pts                   | Belgio Marith Vanhove Katrijn De Clercq                                                   | 19 pts               | Spagna Eva Anguela Isabella Escalera                                                    | 12 pts             |
| Omnium                   | Lara Gillespie                                                        | 126 pts                  | Katrijn De Clercq                                                                         | 118 pts              | Maike van der Duin                                                                      | 117 pts            |
| Eliminazione             | Maike van der Duin                                                    | Maike van der Duin       | Katrijn De Clercq                                                                         | Katrijn De Clercq    | Nora Tveit                                                                              | Nora Tveit         |

### Junior

#### Uomini
| Eventi                   | Oro                                                              | Tempo                | Argento                                                           | Tempo           | Bronzo                                                               | Tempo            |
| Velocità                 | Pete-Collin Flemming                                             | Pete-Collin Flemming | Oliver Pettifer                                                   | Oliver Pettifer | Etienne Oliviero                                                     | Etienne Oliviero |
| Velocità a squadre       | Germania Pete-Collin Flemming Colin Rudolph Jakob Vogt           | 44.966               | Francia Antoine Capelle Etienne Oliviero Matthias Sylvanise       | 46.139          | Belgio Nicolas Aernouts Tjorven Mertens Yeno Vingerhoets             | 47.314           |
| Chilometro da fermo      | Davide Stella                                                    | 1:02.448             | Nolan Huysmans                                                    | 1:02.449        | Jakob Vogt                                                           | 1:02.461         |
| Keirin                   | Pete-Collin Flemming                                             | Pete-Collin Flemming | Tjorven Mertens                                                   | Tjorven Mertens | Etienne Oliviero                                                     | Etienne Oliviero |
| Inseguimento individuale | Luca Giaimi                                                      | 3:07.596             | Matthew Brennan                                                   | 3:09.161        | Ben Wiggins                                                          | 3:12.965         |
| Inseguimento a squadre   | Italia Renato Favero Matteo Fiorin Luca Giaimi Juan David Sierra | 3:53.980             | Regno Unito Matthew Brennan Jed Smithson Luke Tarling Ben Wiggins | 4:00.540        | Danimarca Jonathan Hansen Conrad Haugsted August Hundt Noah Andersen | 4:00.656         |
| Gara a punti             | Juan David Sierra                                                | 70 pts               | Patryk Goszczurny                                                 | 39 pts          | Ramazan Yılmaz                                                       | 30 pts           |
| Scratch                  | Davide Stella                                                    | Davide Stella        | Ramazan Yılmaz                                                    | Ramazan Yılmaz  | Pablo Laruelle                                                       | Pablo Laruelle   |
| Madison                  | Italia Matteo Fiorin Juan David Sierra                           | 43 pts               | Regno Unito Ben Wiggins Matthew Brennan                           | 34 pts          | Belgio Tom Crabbe Milan Van den Haute                                | 27 pts           |
| Omnium                   | Héctor Álvarez                                                   | 147 pts              | Matteo Fiorin                                                     | 143 pts         | Dawid Łątkowski                                                      | 142 pts          |
| Eliminazione             | Davide Stella                                                    | Davide Stella        | Žak Eržen                                                         | Žak Eržen       | Collin Westbroek                                                     | Collin Westbroek |

#### Donne
| Eventi                   | Oro                                                                             | Tempo              | Argento                                                       | Tempo                | Bronzo                                                                        | Tempo              |
| Velocità                 | Karolina Keliukh                                                                | Karolina Keliukh   | Marie-Louisa Drouode                                          | Marie-Louisa Drouode | Georgette Rand                                                                | Georgette Rand     |
| Velocità a squadre       | Regno Unito Sarah Johnson Georgette Rand Anna Whitworth Hay                     | 50.534             | Germania Anastasia Kuniß Bente Lürmann Anne Slosharek         | 51.373               | Italia Beatrice Bertolini Vittoria Grassi Carola Ratti                        | 52.186             |
| 500m da fermo            | Georgette Rand                                                                  | 35.520             | Marie-Louisa Drouode                                          | 35.687               | Bente Lürmann                                                                 | 35.895             |
| Keirin                   | Beatrice Bertolini                                                              | Beatrice Bertolini | Marie-Louisa Drouode                                          | Marie-Louisa Drouode | Anna Whitworth Hay                                                            | Anna Whitworth Hay |
| Inseguimento individuale | Federica Venturelli                                                             | 2:18.432           | Hélène Hesters                                                | 2:20.981             | Alice Toniolli                                                                | 2:21.409           |
| Inseguimento a squadre   | Italia Irma Siri Alice Toniolli Silvia Milesi Federica Venturelli Elisa Tottolo | 4:26.834           | Francia Violette Demay Mélanie Dupin Léonie Mahieu Léane Tabu | 4:27.136             | Regno Unito Cat Ferguson Ella Jamieson Isobel Lloyd Isabel Sharp Holly Ramsey | 4:27.267           |
| Gara a punti             | Seana Littbarski-Gray                                                           | 38 pts             | Léane Tabu                                                    | 31 pts               | Patrícia Duarte                                                               | 22 pts             |
| Scratch                  | Magdalena Fuchs                                                                 | Magdalena Fuchs    | Vittoria Grassi                                               | Vittoria Grassi      | Laerke Expeels                                                                | Laerke Expeels     |
| Madison                  | Regno Unito Isobel Lloyd Isabel Sharp                                           | 29 pts             | Belgio Laerke Expeels Hélène Hesters                          | 25 pts               | Germania Messane Bräutigam Seana Littbarski-Gray                              | 23 pts             |
| Omnium                   | Hélène Hesters                                                                  | 139 pts            | Cat Ferguson                                                  | 131 pts              | Clémence Chéreau                                                              | 130 pts            |
| Gara a eliminazione      | Hélène Hesters                                                                  | Hélène Hesters     | Anita Baima                                                   | Anita Baima          | Sina Temmen                                                                   | Sina Temmen        |